# عبد الهادي الأبياري
عبد الهادي نجا بن رضوان نجا بن محمد الأبياري المصري، (1236هـ - 1305هـ)  كاتب وأديب له نظم، ولد في قرية الأبيار (من إقليم الغربية بمصر)، وتعلم العلم في الأزهر، وعهد إليه الخديوي إسماعيل بتأديب أولاده. ثم جعله الخديوي توفيق إماماً لخاصته ومفتياً، وتوفي بالقاهرة.

## مولده ووفاته
ولد في قرية الأبيار في عام 1236هـ - 1821م، وتوفي في القاهرة عام 1305هـ - 1888.

## مؤلفاته
- سعود المطالع في الأدب. وهو جزآن في الأدب
- النجم الثاقب.
- نيل الأماني شرح مقدمة القسطلاني
- في مصطلح الحديث.
- القصر المبني على حواشي المغني. وهو جزآن
- المواكب العلمية. في النحو
- الوسائل الأدبية.
- نفحة الأكمام في مثلث الكلام.
- باب الفتوح لمعرفة أحوال الروح.
- زكاة الصيام بإرشاد العوام.
- زهرة الطلع النضيد على إرشاد المريد. موجود بخطّه
- نشوة الأفراح في شرح راحة الأرواح. وهو قصيدة لمحمد الهواري الشافعي، نظمها في سنة 1280 وقد مرض بالوباء، متوسلاً بطلب الشفاعة
- رسالة في الرد على من انتقد كتاب «الضوء الشارق» للسيد مصطفى البكري.